# Olimpíada de xadrez para mulheres de 1957
A Olimpíada de xadrez para mulheres de 1957 foi a primeira edição da Olimpíada de xadrez para mulheres organizada pela FIDE, realizada no Emmen, Países Baixos, entre os dias 2 e 21 de setembro. A equipe da União Soviética (Olga Rubtsova e Kira Zvorykina) conquistou a medalha de ouro, seguidos da Romênia (Maria Pogorevici e Margareta Teodorescu) e Alemanha Oriental (Edith Keller-Herrmann e Ursula Altrichter).

## Quadro de medalhas
| Tabuleiro | Ouro               | Prata                     | Bronze                     |
| 1.º       | POL Krystyna Hołuj | GDR Edith Keller-Herrmann | USA Gisela Gresser         |
| 2.º       | URS Kira Zvorykina | TCH Květa Eretová         | USA Jacqueline Piatigorsky |